# Kleine Laine
Die Kleine Laine ist ein rechter Nebenfluss der Großen Laine in Oberbayern.
Die Kleine Laine entsteht auf der Südseite des Hirschhörnlkopfes aus dem Zusammenfluss von Kotbach und Filzgraben, sowie zahlreicher weiterer Gräben. Die Kleine Laine fließt zunächst nach Südosten und vereinigt sich kurz vor Jachenau mit der Großen Laine.